# Anisothecium schreberianum
Anisothecium schreberianum är en bladmossart som beskrevs av Hugh Neville Dixon 1934. Anisothecium schreberianum ingår i släktet Anisothecium och familjen Dicranaceae. Inga underarter finns listade i Catalogue of Life.